# Mariana Kujur
Pour les articles homonymes, voir Kujur.
Mariana Kujur (en hindi : मारियाना कुजुरी) née le 20 avril 1999, est une joueuse indienne de hockey sur gazon. Elle évolue au poste d'attaquante au Railway Sports Promotion Board et avec l'équipe nationale indienne.

## Carrière
Elle a fait ses débuts le 5 décembre 2021 contre la Thaïlande au Champions Trophy d'Asie 2021 à Donghae avant que toute l'équipe déclare forfait pour la suite de la compétition.

## Palmarès
- : 1re à la Coupe d'Asie 2022.
- : 3e à la Ligue professionnelle 2021-2022.